# Buadiposo-Buntong
Buadiposo-Buntong é um município de  quarta classe de renda municipal (d) na província Lanao do Sul, nas Filipinas. De acordo com o censo de 1 de maio  de  2020 possui uma população de 18 046 pessoas e 2 787 domicílios.